# Morinda geminata
Morinda geminata är en måreväxtart som beskrevs av Dc.. Morinda geminata ingår i släktet Morinda och familjen måreväxter. Inga underarter finns listade i Catalogue of Life.